# Zalezianka
Zalezianka est une localité polonaise de la gmina de Łączna, située dans le powiat de Skarżysko en voïvodie de Sainte-Croix.